# Alfredo Di Stéfano
Alfredo Stéfano Di Stéfano Laulhé  ( phát âm tiếng Tây Ban Nha:  [alˈfɾeðo ði esˈtefano] ; ( 4 tháng 7 năm 1926 - 7 tháng 7 năm 2014) là một cầu thủ và huấn luyện viên bóng đá chuyên nghiệp sinh ra ở Argentina, người đã chơi ở vị trí tiền đạo , được coi là một trong những cầu thủ vĩ đại nhất mọi thời đại. Biệt danh "Saeta rubia" ("Mũi tên tóc vàng") ,  ông được biết đến nhiều nhất với những thành tích của mình với Real Madrid , nơi ông đã đóng góp vào sự thống trị của câu lạc bộ tại Cúp C1 châu Âu và La Liga trong những năm 1950 . Cùng với Francisco Gento và José María Zárraga, ông là một trong ba cầu thủ duy nhất góp mặt trong cả năm chiến thắng, ghi bàn ở mỗi trận trong năm trận chung kết. Di Stéfano chơi bóng đá quốc tế chủ yếu cho Tây Ban Nha sau khi chuyển đến Madrid, nhưng ông cũng chơi cho Argentina và Colombia .
Di Stéfano bắt đầu sự nghiệp của mình tại River Plate của Argentina ở tuổi 17, vào năm 1943. Trong mùa giải năm 1946, ông được cho mượn cho Câu lạc bộ Atlético Huracán , nhưng ông đã trở lại River Plate vào năm 1947. Do một cuộc đình công của các cầu thủ ở Argentina vào năm 1949, Di Stéfano đã đến chơi cho Millonarios của Bogotá ở giải VĐQG Colombia .  Anh đã giành được sáu chức vô địch trong 12 năm đầu tiên của sự nghiệp ở Argentina và Colombia.  Sau khi được Real Madrid ký hợp đồng , ông là một phần không thể thiếu của một trong những đội bóng thành công nhất mọi thời đại. Ông đã ghi 308 bàn thắng sau 396 trận cho Real (sau đó là kỷ lục của câu lạc bộ, kể từ khi bị Raúl vượt qua ,Cristiano Ronaldo và Karim Benzema ), hợp tác thành công với Ferenc Puskás . 49 bàn thắng trong 58 trận đấu của Di Stéfano là thành tích cao nhất mọi thời đại tại cúp châu Âu  . Kỷ lục này đã bị một số cầu thủ vượt qua, trong đó Raúl của Real Madrid là người đầu tiên vào năm 2005. Di Stéfano đã ghi bàn trong 5 trận chung kết cúp C1 liên tiếp cho Real Madrid từ năm 1956 đến năm 1960 , trong đó có một hat-trick ở trận gần nhất. Có lẽ điểm nổi bật trong thời gian của ông với câu lạc bộ là chiến thắng 7–3 của họ trước Eintracht Frankfurt trong trận Chung kết Cúp C1 Châu Âu năm 1960 tại Hampden Park, một trận đấu được nhiều người coi là cuộc triển lãm tuyệt vời nhất của bóng đá cấp câu lạc bộ từng chứng kiến ở châu Âu.  Ông chuyển đến Espanyol vào năm 1964 và chơi ở đó cho đến khi giải nghệ ở tuổi 40.
Di Stéfano đã được trao Quả bóng vàng cho Cầu thủ bóng đá châu Âu của năm vào các năm 1957 và 1959 . Ông hiện là cầu thủ ghi bàn nhiều thứ sáu trong lịch sử giải đấu hàng đầu Tây Ban Nha và là cầu thủ ghi bàn nhiều thứ ba của Real Madrid mọi thời đại. Ông là tay săn bàn hàng đầu của Madrid trong lịch sử El Clásico , cùng với Cristiano Ronaldo .  Vào tháng 11 năm 2003, để kỷ niệm Năm Thánh UEFA , ông được Liên đoàn bóng đá Hoàng gia Tây Ban Nha chọn là Cầu thủ vàng của Tây Ban Nha với tư cách là cầu thủ xuất sắc nhất của họ trong 50 năm qua . Ông được bầu chọn ở vị trí thứ tư, sau Pelé , Diego Maradona và Johan Cruyff , trong một cuộc bỏ phiếu do tạp chí France Football tổ chức , trong đó đã tham khảo ý kiến của những người từng đoạt Quả bóng vàng để bầu ra Cầu thủ bóng đá của thế kỷ.  Năm 2004, ông được Pelé điền tên vào danh sách FIFA 100 những cầu thủ còn sống vĩ đại nhất thế giới (vào tháng 9 năm 2009, anh nói Di Stéfano là cầu thủ xuất sắc nhất "từng có") .  Năm 2008, Di Stéfano được cả UEFA và Real Madrid vinh danh với giải thưởng Tổng thống đặc biệt do FIFA trao tại một buổi lễ ở Madrid, nơi một bức tượng cũng được công bố. Sau đó là Chủ tịch UEFA Michel Platini gọi Di Stéfano là "một người vĩ đại trong số những người vĩ đại" trong khi những người cùng thời là Eusebio và Just Fontaine cho rằng anh là "cầu thủ bóng đá hoàn chỉnh nhất trong lịch sử trò chơi".

## Tiểu Sử

### Khởi Đầu
Alfredo Di Stéfano sinh ngày 4 tháng 7 năm 1926 ở Barracas , quận cảng Buenos Aires  . Ông nội của anh, Miguel, gốc Capri ở Ý , là người Di Stéfano đầu tiên đến định cư ở Argentina . Cha ông, Alfredo, kết hôn với Eulalia Laulhé Gilmont, người gốc Pháp thông qua cha , người gốc Béarn và Ailen . Họ có ba con trai, Alfredo, Tulio, cũng là một cầu thủ bóng đá và Norma, người chọn bóng rổ  . Cha của anh là người đồng sáng lập Câu lạc bộ Atlético River Plate , nơi cha anh cũng chơi từ năm 1910 đến năm 1912.
Alfredo Di Stéfano khám phá bóng đá năm 7 tuổi trong câu lạc bộ Unidos y Venceremos của khu phố và khi cha mẹ anh chuyển đến vùng lân cận Flores , anh tham gia câu lạc bộ Imán . Thần tượng của anh là Arsenio Erico  , tiền đạo cừ khôi của CA Independiente và "  La Máquina  " của River Plate , một cỗ máy ghi bàn thực thụ. River Plate là đội bóng yêu thích của ông và ông có thẻ thuê bao (xã hội) để không bỏ lỡ bất kỳ trận đấu nào .
Năm 1940, gia đình Di Stéfano chuyển đến Los Cardales, một trang trại ở phía tây bắc tỉnh Buenos Aires. Alfredo giúp bố mẹ ở đó với tư cách là một công nhân nông trại, sau đó là một người chăn cừu   .Ông tiếp tục chơi bóng ở Unión Progresista và trong giải đấu khu vực của quận Campana   . Ở trường trung học, ông học để trở thành một kỹ sư nông nghiệp và được cha mẹ tiếp quản. Ngoài bóng đá, ông còn tập luyện thể thao, bóng rổ và khúc côn cầu trên sân.
Mẹ ông viết thư giới thiệu cho River Plate về Alfredo Di Stéfano và ông đã đến thử việc   , kết quả là ông đã ký một giấy phép nghiệp dư ở tuổi mười tám và bắt đầu ở đội thứ tư của câu lạc bộ với tư cách là một cầu thủ chạy cánh phải. Ông nhanh chóng đi vào đội ba, sau đó vào dự bị, trong tháng 8 năm 1944, một trận giao hữu với đội một với CA San Lorenzo . Ngày 15 tháng 7 năm 1945, ông ra mắt cùng với "El Maestro" Adolfo Pedernera trong trận đấu với CA Huracán  ; trò chơi kết thúc với tỷ số hòa một - một. Vào cuối mùa giải này, Di Stéfano đã giành chức vô địch Argentina đầu tiên của mình .
Pedernera là chủ công không thể chối cãi tại River Plate, Di Stéfano được CA Huracán cho mượn một năm, nơi anh trở thành người chuyên nghiệp. Pedernera rời CA Atlanta , ông trở lại River Plate và chơi ở cánh phải, một vị trí mà ông không thích. Trong ngày thứ tám của chức vô địch, huấn luyện viên, Carlos Peucelle , đã thay ông ở vị trí tiền đạo trung tâm và River Plate đã có được chiến thắng 6-1 trước Atlanta de Pedernera. Di Stéfano không ghi bàn, nhưng những cú tắc bóng và những pha di chuyển của ông đã tạo điều kiện cho đồng đội tỏa sáng, và Peucelle nhận thấy ông rất giỏi .
Do đó, ông tự áp đặt mình ở vị trí tiền đạo và cố gắng làm cho Pedernera quên đi. Trò chơi của River Plate thích nghi với Di Stéfano và tốc độ của ông, anh ấy chơi ở phía trước cùng với Ángel Labruna và José Manuel Moreno   . Do đó, ông đã ghi 27 bàn sau 30 trận vào năm 1947 và giành được danh hiệu vô địch Argentina lần thứ hai. Ông nhanh chóng được đặt biệt danh "  El Alemàn  " sau đó là "  Saeta Rubia  " (Mũi tên tóc vàng), vì mái tóc vàng, vóc dáng cường tráng và tốc độ .
Vào mùa xuân năm 1948, ông chơi ở Santiago de Chile cho Giải vô địch các câu lạc bộ vô địch Nam Mỹ đầu tiên . River Plate đứng thứ hai sau câu lạc bộ Brazil Vasco da Gama.

## Danh Hiệu

### Cầu thủ
River Plate

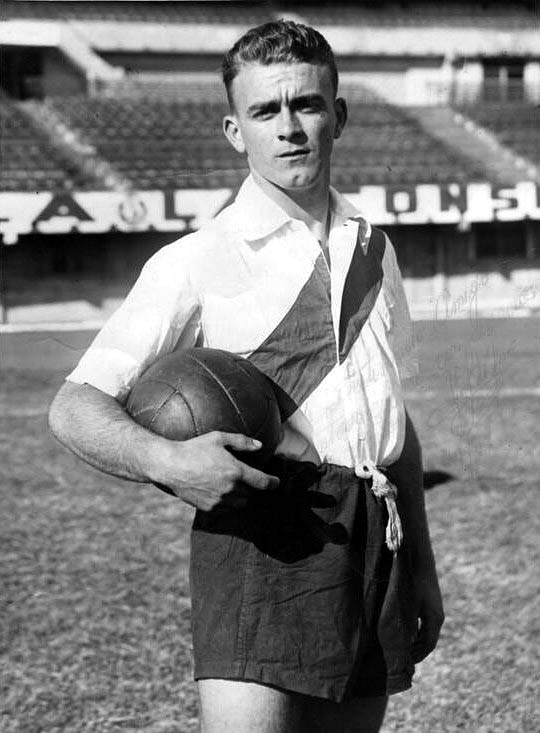
Di Stéfano won the Primera División and the Copa Aldao with River Plate in 1947.

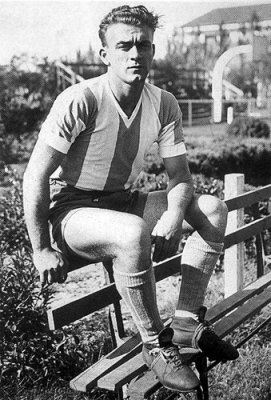
Di Stéfano won the South American Championship with Argentina in 1947.

- Argentine Primera División: 1945, 1947
- Copa Aldao: 1947

Millonarios
- Categoría Primera A: 1949, 1951, 1952
- Copa Colombia: 1953
- Small Club World Cup: 1953

Real Madrid
- La Liga (8): 1953–54, 1954–55, 1956–57, 1957–58, 1960–61, 1961–62, 1962–63, 1963–64
- Copa del Generalísimo: 1962
- European Cup: 1955–56, 1956–57, 1957–58, 1958–59, 1959–60
- Intercontinental Cup: 1960
- Small Club World Cup: 1956
- Latin Cup: 1955, 1957

Argentina
- South American Championship: 1947

### Huấn luyện viên
Boca Juniors
- Primera División: 1969
- Copa Argentina: 1969

River Plate
- Torneo Nacional: 1981

Valencia
- La Liga: 1970–71
- European Cup Winners' Cup: 1979–80
- Segunda División: 1986–87

Real Madrid
- Supercopa de España: 1990